# Де Силва, Дэниел
Дэниел Питер Де Силва (англ. Daniel Peter De Silva; 6 марта 1997, Перт, Австралия) — австралийский футболист, атакующий полузащитник клуба «Макартур».

## Клубная карьера
Де Силва начал карьеру в клубе из родного города «Перт Глори». 2 марта 2013 года в матче против «Сиднея» он дебютировал в Эй-лиге в возрасте 15-ти лет. 21 ноября 2014 года в поединке против «Веллингтон Феникс» Дэниел забил свой первый гол за «Глори». Летом того же года итальянская «Рома» выкупила трансфер Де Силвы за 2,5 млн австралийских долларов. «Волки» сразу же отдали его в полугодовую аренду «Перту» и по условиям соглашения Дэниел сможет присоединиться к команде в начале 2015 года. В августе 2015 года данная сделка была аннулирована, так как «Рома» не заплатила первый транш согласованной стоимости футболиста.
Летом 2015 года Дэниел перешёл в нидерландскую «Роду» на правах двухлетней аренды. 27 сентября в матче против «Твенте» он дебютировал в Эредивизи.
Летом 2017 года Де Силва перешёл в «Сентрал Кост Маринерс», подписав трёхлетний контракт. 7 октября в матче против «Ньюкасл Юнайтед Джетс» он дебютировал за новую команду. 14 октября в поединке против «Уэстерн Сидней Уондерерс» Дэниел забил свой первый гол за «Сентрал Кост Маринерс». Летом 2018 года Де Силва отправился в аренду в «Сидней» на один сезон.

## Международная карьера
В 2013 году в составе молодёжной сборной Австралии Де Силва принял участие в молодёжном чемпионате мира в Турции. На турнире он сыграл в матчах против команд Колумбии, Сальвадора и Турции. В поединке против колумбийцев Дэниел забил гол.